# Séligney
Séligney település Franciaországban, Jura megyében. Lakosainak száma 78 fő (2022. január 1.). Séligney Villers-Robert, Bretenières, Souvans, Tassenières és Villers-les-Bois községekkel határos.

## Népesség
A település népessége az elmúlt években az alábbi módon változott:
| Lakosok száma | 102  | 119  | 120  | 86   | 80   | 76   | 77   | 79   | 79   | 78   |
|               | 1968 | 1982 | 1990 | 2006 | 2013 | 2015 | 2017 | 2019 | 2020 | 2022 |